# 盐州 (陕西省)
盐州，中国南北朝时设置的州。
西魏废帝三年（554年）以西安州改置盐州，因为境内有盐池得名，治所在五原县（今陕西省定边县）。隋朝大业三年（607年）改为盐川郡。辖境相当今陕西省定边县、宁夏回族自治区盐池县一带。唐朝时，复改为盐州，天宝、乾元间曾改为五原郡。建中后吐蕃占据，贞元九年（793年），唐朝收复盐州。11世纪属于西夏，元朝废除。
| 隋朝行政区划变迁 | 隋朝行政区划变迁 | 隋朝行政区划变迁 | 隋朝行政区划变迁 | 隋朝行政区划变迁 |
| 区分             | 開皇元年         | 区分             | 大業三年         |                  |
| ---------------- | ---------------- | ---------------- | ---------------- | ---------------- |
| 州               | 盐州             | 郡               | 盐川郡           |                  |
| 郡               | 大興郡           | 县               | 五原县           |                  |
| 县               | 五原县           | 县               | 五原县           |                  |

唐朝盐州刺史
- 张长逊（618年，五原太守）
- 张臣合（633年）
- 李孝锐（高宗时）
- 李释子（长安年间）
- 甄道一（睿宗时）
- 袁嘉祚（712年）
- 张景遵（725年）
- 郭某（741年）
- 郭英奇（751年—753年）
- 李国臣（773年）
- 戴休颜（783年）
- 杜彦光（786年）
- 杜彦光（793年—801年）
- 崔文先（803年）
- 李兴干（803年）
- 李文悦（819年—821年）
- 董重质（长庆初年）
- 赵旰（822年）
- 傅良弼（823年—824年）
- 刘沔（宝历、大和年间）
- 曾孝安（830年）
- 陈君赏（大和年间）
- 王宰（开成初年）
- 田牟（开成年间）
- 李玗（会昌初年）
- 陆耽（857年）
- 刘皋（858年）
- 王纵（大中、咸通年间）
- 王宽（861年）
- 王承颜（877年）
- 王宗诚（877年）
- 李太直（昭宗时）